# Dorfkirche Reichenwalde

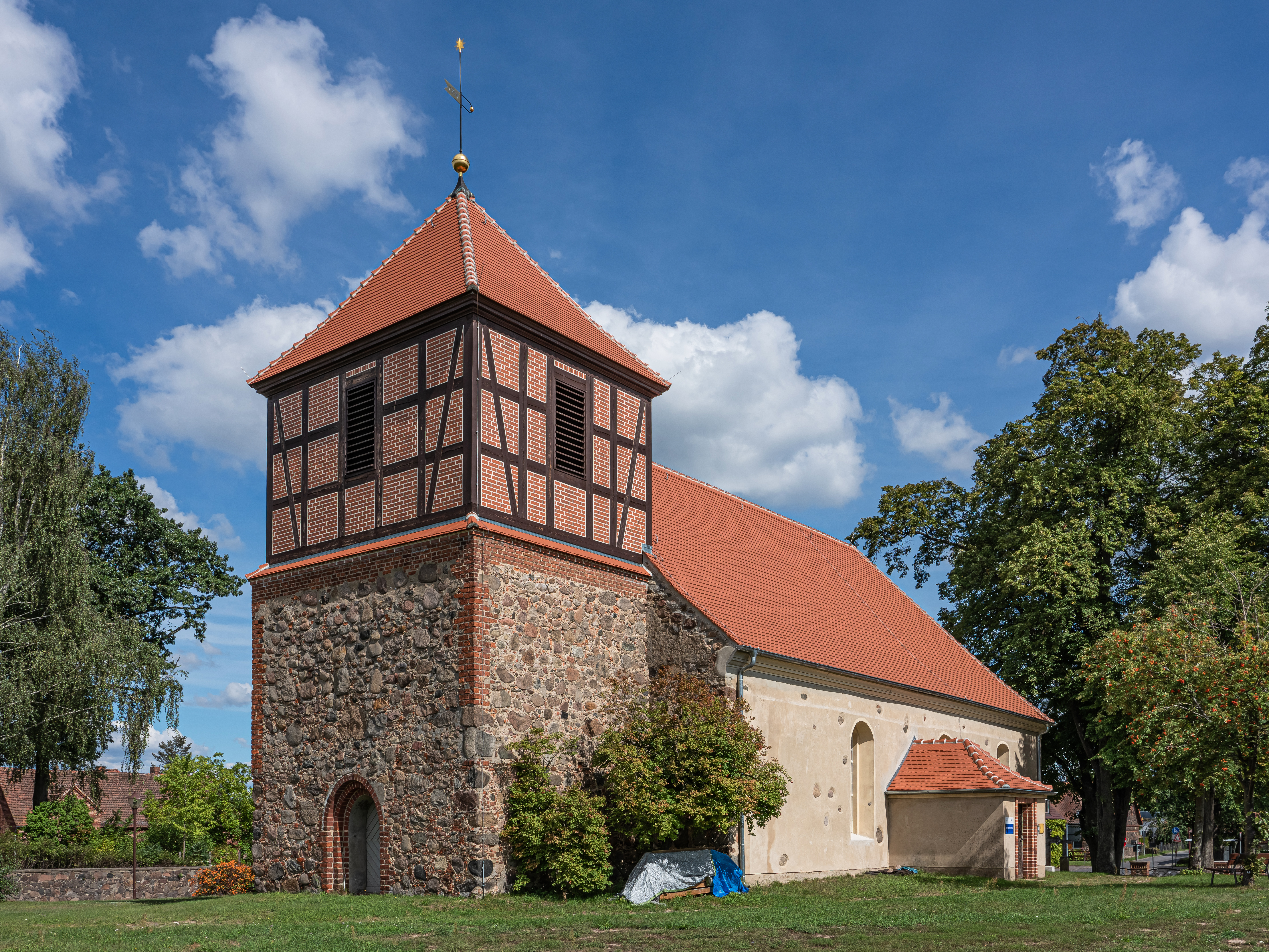
Dorfkirche in Reichenwalde

Die evangelische Dorfkirche Reichenwalde ist eine Feldsteinkirche aus dem Ende des 13. Jahrhunderts in Reichenwalde, einer Gemeinde im Landkreis Oder-Spree im Land Brandenburg. Die zugehörige Kirchengemeinde Reichenwalde gehört zum Kirchenkreis Oderland-Spree der Evangelischen Kirche Berlin-Brandenburg-schlesische Oberlausitz.

## Geschichte
Das genaue Baudatum der Kirche ist nicht bekannt. Die Kirchengemeinde gibt als Bauzeit das Ende des 13. Jahrhunderts bis Anfang des 14. Jahrhunderts an. Überliefert ist, dass das Kloster Neuzelle am 5. Juni 1372 der Pfarrkirche in Beeskow die Erlaubnis erteilte, täglich eine Frühmesse in der Pfarrkirche in Richwalde zu feiern. Somit muss zu diesem Zeitpunkt bereits ein Sakralbau vorhanden gewesen sein.
Experten vermuten, dass das Bauwerk im Dreißigjährigen Krieg erheblich beschädigt wurde. In der zweiten Hälfte des 18. Jahrhunderts nahmen Baumeister auf Veranlassung der königlichen Regierung in Potsdam einige Umbauarbeiten vor. Sie stockten den Westturm um ein barockes Geschoss auf, das sie in Fachwerk ausführten. Dahinter hängten sie zwei kleine Glocken aus dem 16. Jahrhundert auf. An der Südseite des Kirchenschiffs bauten sie eine Vorhalle an, die mit einem spitzbogenförmigen Portal versehen wurde. Außerdem erweiterten sie das Kirchenschiff nach Osten hin. Die zuvor spätgotischen, für die Zeit vergleichsweise kleinen Fensteröffnungen wurden verschlossen und große, barocke Öffnungen in das Bauwerk eingefügt. Die Kirchengemeinde konnte Barnim Grüneberg gewinnen, im Juni 1864 eine Orgel aufzubauen, die zuvor in der Schlosskirche zu Stettin stand. Aus dem Jahr 1867 ist überliefert, dass eine der Glocken umgegossen wurde; gleiches geschah im Jahr 1889. Sie wurde zu Ostern 1890 erneut geweiht und trug die Inschrift Ehre sei Gott in der Höhe. Im Jahr 1908 plante die Kirchengemeinde einen umfangreichen Umbau, der jedoch aus finanziellen Gründen nicht realisiert werden konnte. So blieb es bei den für den Erhalt des Bauwerks erforderlichen Instandsetzungsarbeiten. 1929 erwarb die Kirchengemeinde eine zweite Glocke von Franz Schilling aus der Glockengießerei in Apolda. Die erste Glocke musste im Zuge der Kriegshandlungen im Zweiten Weltkrieg abgegeben werden. In den Jahren 1966 bis 1968 baute die Kirchengemeinde die Hufeisenemporen aus und stellten einen neuen Altar sowie eine neue Fünte auf. Maler erneuerten den Anstrich der Kirche, während Zimmerer die Fensterrahmen erneuerten. Das Kirchengestühl wurde zu Gunsten einzelner Stühle entfernt. 1987 erfolgte eine Renovierung der Kirche, bei der die ursprüngliche Ausmalung an der Decke, den Wandflächen sowie an der Brüstung wiederhergestellt werden konnte. 2012 stellte die Kirchengemeinde fest, dass nahezu alle Balkenköpfe in der Decke des Kirchenschiffs ausgetauscht werden müssen. Ebenso ist das Fachwerk durch Hausschwämme so stark geschädigt, dass der Kirchturm einzustürzen droht. Ein Förderverein schätzt die Kosten für eine Instandsetzung auf rund 430.000 Euro. Bis 2022 konnte der Kirchturm saniert werden. Das Bauwerk erhielt einen behindertengerechten Eingang. Geplant war außerdem, neben einer neuen elektrischen Anlage auf einer noch zu errichtenden Empore 46 zusätzliche Sitzplätze einzurichten. Bei vorbereitenden Arbeiten kam jedoch eine bislang unbekannte Gruft zum Vorschein, die nun denkmalgerecht untersucht wird. Fraglich ist, ob die geplante Empore wie geplant gebaut werden kann. Die Errichtung der elektrischen Anlage wurde ebenfalls zurückgestellt, da sie die Empore umfassen würde.
Theodor Fontane erwähnte 1882 die Kirche und den Friedhof in seinem Band Spreeland der Wanderungen durch die Mark Brandenburg, hier als Patronat und Grablege der ausgestorbenen Adelsfamilie von Löschebrand, vormals Inhaber des benachbarten und hier eingekirchten Rittergutes in Silberberg.

## Architektur

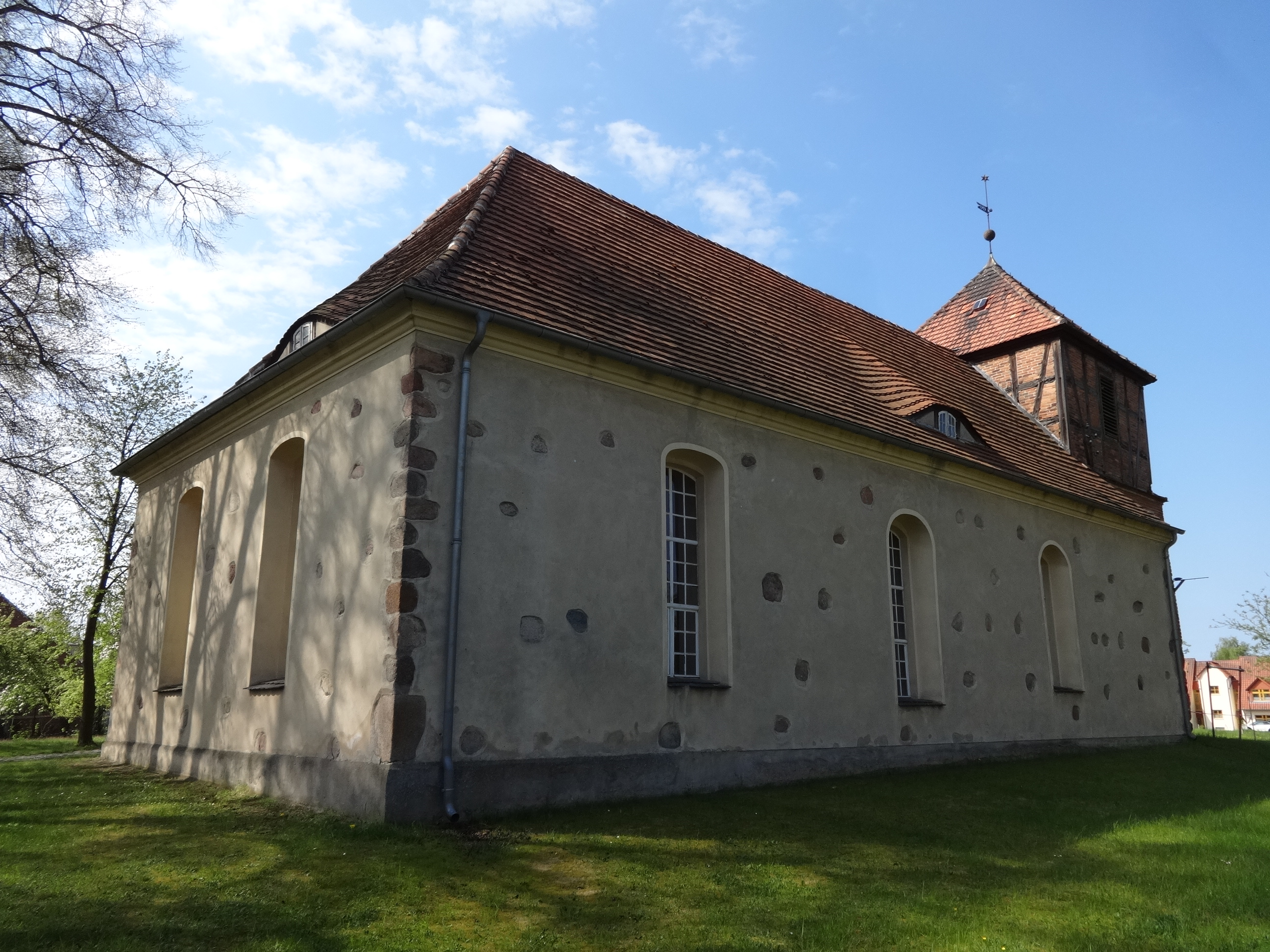
Ansicht von Nordosten

Der Sakralbau wurde aus Feldsteinen mit einem rechteckigen Grundriss errichtet. Die Außenwände sind großflächig mit einem hellen Putz versehen, aus denen nur noch vereinzelte, wenig behauene Feldsteine zu erkennen sind. Zur Schichtung und Güte kann daher ohne weitere Untersuchungen keine Aussage getroffen werden. Die Gebäudeecken sind mit ungleichmäßig großen, nur wenig behauenen Feldsteinen ausgeführt, welche die Umrisse des Bauwerks betonen. An der nördlichen Wand des Kirchenschiffs befinden sich insgesamt drei bienenkorbförmige, große Fenster, von denen das am weitesten westlich gelegene ein wenig kleiner ausgeführt ist. Dies ist der Tatsache geschuldet, dass das Bauwerk auf einem kleinen Hügel steht, der nach Osten hin abfällt. Am Chor sind ebenfalls nur wenige Feldsteine zwischen der ansonsten ebenfalls verputzten Wand zu erkennen. Dort wurden zwei große, ebenfalls bienenkorbförmige Fenster parallel zur Mitte angeordnet. An der südlichen Wand des Kirchenschiffs befinden sich ebenfalls drei dieser Fenster. Hinzu kommt ein kleiner, rechteckiger Vorbau zwischen dem westlichen und mittig angeordneten Fenster. Die rechteckige Pforte des Anbaus ist mit einer mehrfach gestuften Laibung aus roten Mauerziegeln geschmückt. Das Walmdach des Kirchenschiffs ist mit roten Biberschwanzziegeln gedeckt. An der Nord-, Ost- und Südseite befindet sich jeweils eine Fledermausgaube.
Der Turm ist spätgotischen Ursprungs und wurde von seinem Baumeister mit einem quadratischen Grundriss erstellt. Er ist aus sehr groben, kaum behauenen Feldsteinen errichtet, die mit Mauersplittern verfüllt wurden. Er kann an seiner Westseite durch eine dreifach gestuftes Portal betreten werden, das mit einer hölzernen, in einem leichten Grauton angestrichene Pforte verschlossen ist. Im Fachwerkaufsatz hängt hinter den hölzernen Klangarkaden die Glocke von 1929 mit der Inschrift: Ostern 1929 / Friede sei mit euch / Ich bin die Auferstehung und das Leben. Das Fachwerk ist mit rötlichen Mauerziegeln aufgefüllt. Der Turm ist mit einem Walmdach versehen, dass mit einer Kugel und einer Wetterfahne abschließt, die die Jahreszahl 1797 zeigt.

## Ausstattung

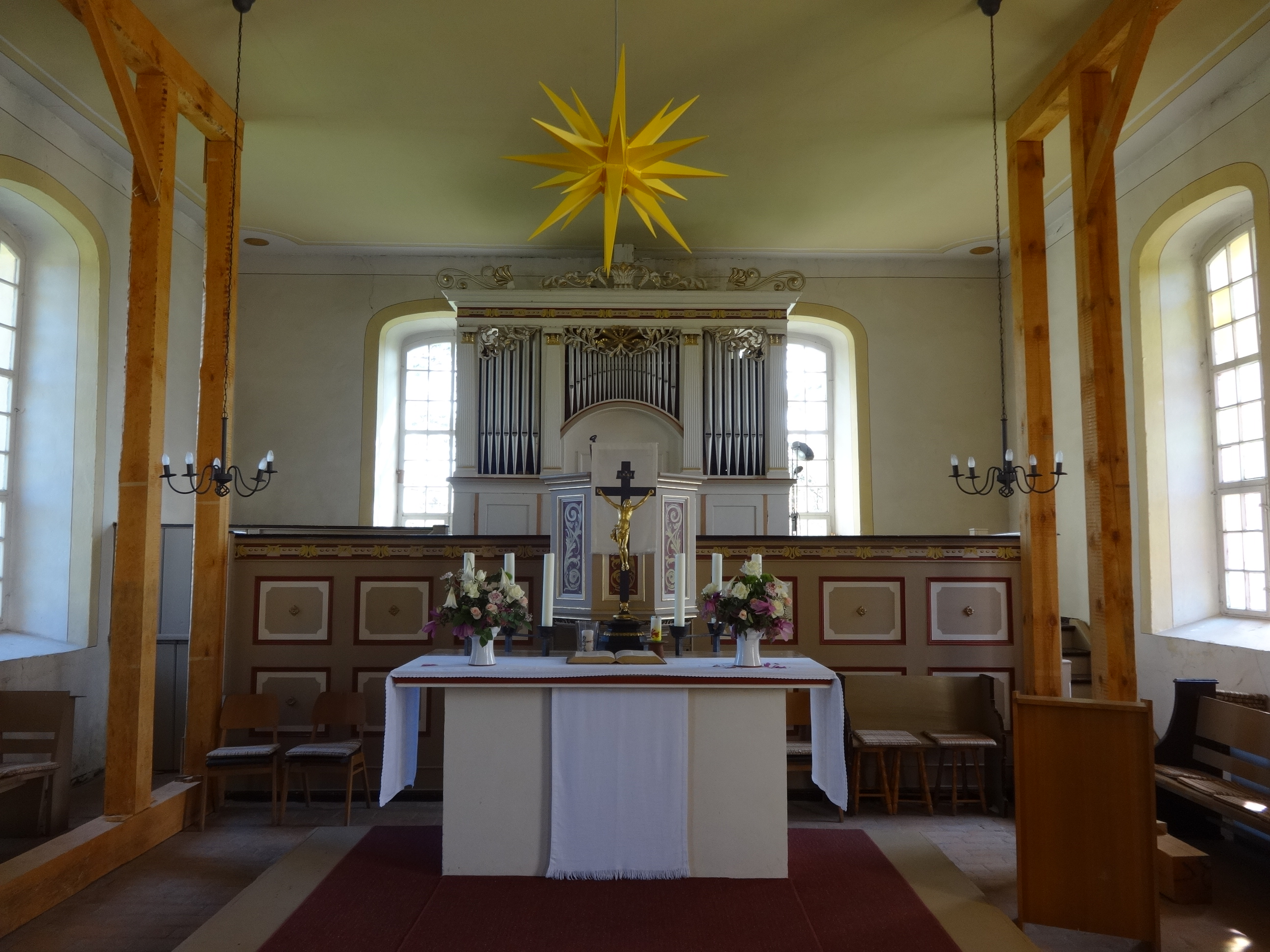
Altar und Grüneberg-Orgel

Der Altar sowie die Fünte wurden in den 1960er Jahren angefertigt. Die mit floralen Elementen verzierte Kanzel sowie die östliche Empore stammen aus dem Ende des 18. Jahrhunderts. Letztere ist mit rötlich-weißen Kassetten verziert. Das Altarkreuz gelangte 1987 in die Kirche. Es stammte ursprünglich aus Reddern, ein Ortsteil der Gemeinde Altdöbern im Landkreis Oberspreewald-Lausitz. Die dortige Kirche wurde im Zuge des Braunkohlebergbaus abgerissen.
Die Grüneberg-Orgel besitzt ein dreiteiliges Prospekt mit zwei großen Flachfeldern, die ein breites Mittelfeld umschließen. Darunter befindet sich der Spieltisch. Sie wurde zum Ende des Zweiten Weltkrieges schwer beschädigt: Einige Orgelpfeifen wurden herausgerissen, so dass die Orgel nicht mehr spielbar war. 1970 begann die Kirchengemeinde mit der Reparatur und baute bei der Gelegenheit ein elektrisches Gebläse ein. Die Arbeiten konnten 1974 erfolgreich abgeschlossen werden.